# Constantin Carathéodory
Constantin Carathéodory (13. září 1873, Berlín – 2. února 1950, Mnichov) byl řecký matematik který žil a pracoval převážně v Německu. Zabýval se variačním počtem, teorií míry a teorií funkcí reálné proměnné.

## Život
Constantinův otec Stephanos Carathéodory byl tajemníkem na velvyslanectvích Osmanské říše v Berlíně, Stockholmu a Vídni. Jeho matka Despina rozená Petrocochinová byla dcerou bohatého řeckého obchodníka, který žil v Marseille. Constantin se narodil během otcova působení v Berlíně, rané dětství (1874–1875) prožil v Istanbulu. Poté, co se jeho otec stal velvyslancem Osmanské říše v Belgii, se však přestěhoval do Bruselu.
Carathéodory navštěvoval od roku 1881 soukromou základní školu ve Vanderstocku, roku 1885 gymnázium v Bruselu a od roku 1886 až do maturity v roce 1891 střední školu Athénée Royal d'Ixelles. Během svého středoškolského studia získal dvakrát cenu pro nejlepšího matematika Belgie ve své věkové kategorii. V letech 1891–1895 studoval vojenské inženýrství na École Militaire a v letech 1893–1897 na École d'Application. Po dokončení studia získal místo inženýra na stavbě přehrady v egyptském Asyutu. V době, kdy musely být práce na stavbě přerušeny kvůli povodním, studoval samostatně matematiku.
Roku 1900 začal studovat matematiku na univerzitě v Berlíně, kde navštěvoval přednášky Frobenia a Schwarze. Během tohoto studia se také blízce spřátelil s Fejérem. Roku 1902 přestoupil z Berlína do Göttingenu, kde získal roku 1904 doktorát za práci Über die diskontinuierlichen Lösungen in der Variationsrechnung pod vedemím Hermanna Minkowského. O rok později habilitoval na docenta prací Über die starken Maxima und Minima bei einfachen Integralen a zůstal vyučovat na göttingenské univerzitě až do roku 1908, kdy získal místo na univerzitě v Bonnu.
Roku 1909 se oženil se svojí tetou Euphrosyne Carathéodoryovou, s níž měl dvě děti – Stephana a Despinu. Po roce stráveném v Bonnu se Carathéodory přesunul na univerzitu v Hanoveru a o další rok později získal místo na univerzitě ve Wroclawi. Po dvou a půl letech působení ve Wroclawi, získal roku 1913 profesuru v Göttingenu. Zde se usadil na celých pět let, ale roku 1918 odešel na univerzitu v Berlíně a o rok později se na žádost řecké vlády vydal založit druhou univerzitu ve Smyrně. Současně s tím (od roku 1920) přednášel analytickou geometrii v Athénách. Ještě téhož roku získal místo na staré Iónské univerzitě ve Smyrně a zároveň profesuru na nově založené Řecké univerzitě. Ještě před tím než nová univerzita poprvé přijala studenty, byla roku 1922 Smyrna napadena Tureckem. Carathéodory stihl na poslední chvíli zachránit univerzitní knihovnu, kterou po dva roky budoval, a uprchl s ní na palubě řecké válečné lodi do Athén. V Athénách učil do roku 1924, kdy se přesunul zpět do Německa, konkrétně do Mnichova.
Roku 1928 odplul Carathéodory do USA a krátce přednášel na Harvardu, ještě téhož roku se však vrátil zpět do Mnichova. Zde zůstal až do roku 1938, kdy odešel do penze. I během této doby však pokračoval v reorganizaci řeckého vysokého školství a občasném přednášení v USA.

## Vědecká práce
Carathéodory se zabýval zejména variačním počtem, teorií míry a teorií funkcí reálné proměnné. Jeho práce ukázala úzkou souvislost mezi teorií parciálních diferenciálních rovnic a variačním počtem. Dobrých výsledků dosáhl také mimo matematiku, například v termodynamice, speciální teorii relativity, mechanice a optice.

## Publikace
- Lectures on Real Functions (1918)
- Conformal representation (1932)
- Calculus of Variations and Partial Differential Equations (1935)
- Geometric Optics (1937)
- Real functions, svazek 1: Numbers, Point sets, Functions (1939) (druhý svazek zničen před vydáním při bombardování Lipska roku 1943)
- Funktionentheorie (1950)